# Statento
Statento è il quinto album in studio - ed il sesto in ordine cronologico - di Francesco Salvi, pubblicato nel 1994.
Statento è il brano musicale, composto a quattro mani insieme a Vittorio Cosma, che Salvi ha presentato al Festival di Sanremo 1994, classificandosi in 15ª posizione.

## Tracce
1. Statento!
2. A-Ahm! Me lo mangio
3. Anche i maiali hanno bisogno d'amor
4. Ernia
5. Polipi
6. Carla
7. Te lo dico
8. Blues pesante
9. Italo
10. Un delizioso rendez-vous
11. T'ho cuccato (errorismi senza limitismi)
12. Statento! (karaoke version)
13. Carla (karaoke version)